# زهاو شي
زهاو شي (16 مارس 1993 بالصين - ) هو لاعب كرة قدم صيني في مركز حراسة المرمى. لعب مع نادي بكين سينوبو غوان.

## وصلات خارجية
- زهاو شي على موقع قاعدة بيانات كرة القدم.إي يو (الإنجليزية)
- زهاو شي على موقع Soccerway.com (الإنجليزية)